# Puntfabriek

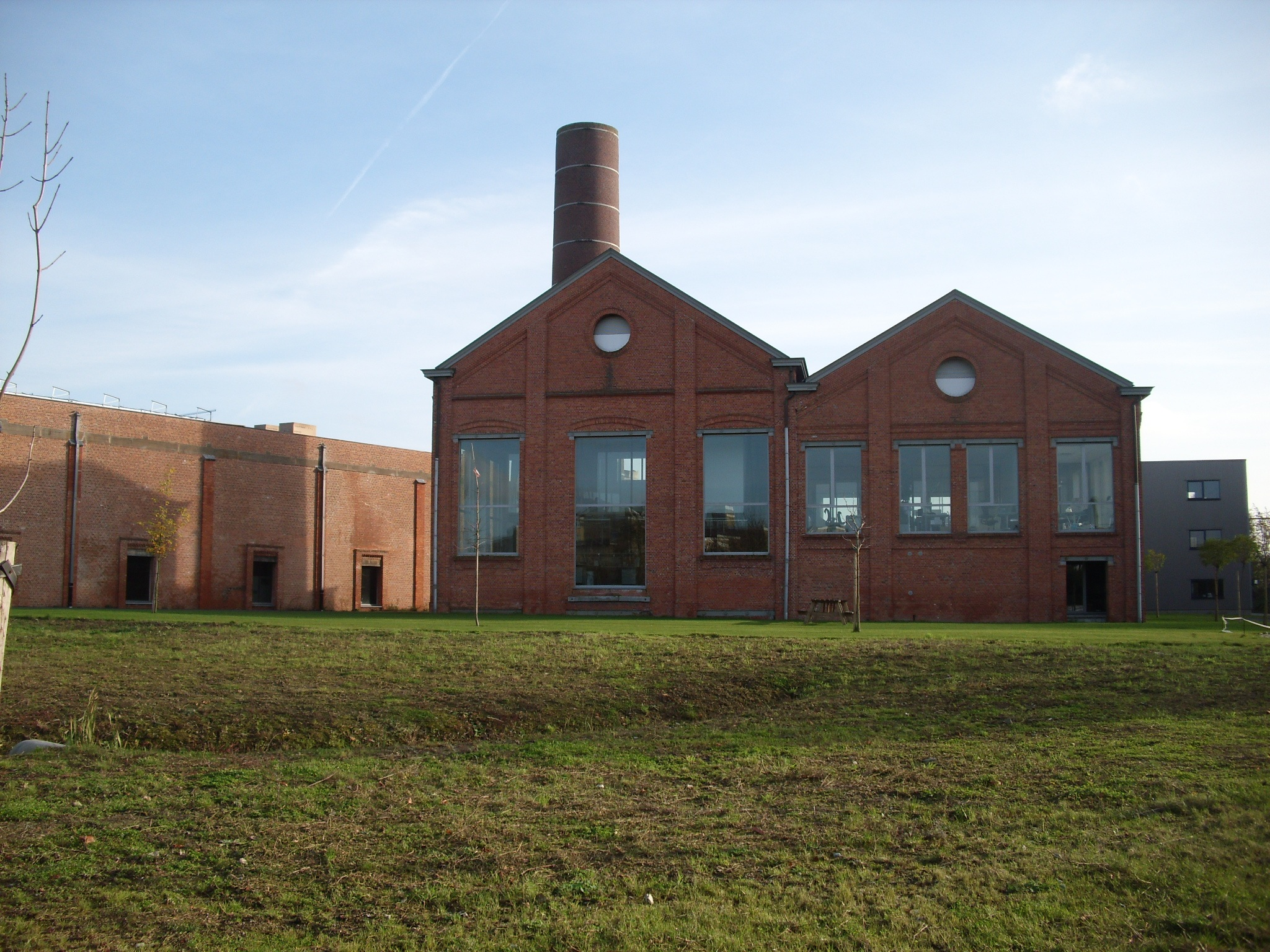
Het stookketelgebouw van Tréfil Arbed.

De Puntfabriek of Tréfil Arbed is een voormalige draadtrekkerij in de Belgische deelgemeente Gentbrugge (Gent), gelegen nabij de Schelde. De populaire naam Puntfabriek kwam er omdat men aanvankelijk spijkers en bouten produceerde.

## Sanering na 140 jaar
Dit metaalverwerkende bedrijf werd in 1839 opgericht door Adolf Pernot-Minne en was aanvankelijk gevestigd in de stad Gent, meer bepaald in Nieuwland en aan de Minnemeersbrug. In 1867 werd omwille van expansie uitgeweken naar het nabijgelegen Gentbrugge, waar men in de Kerkstraat onderdak vond in de leegstaande kaarsenfabriek van Karel Luyckx, die zelf was opgericht in 1853. Latere uitbreidingen zorgden voor 15 ha aan terreinen en bijna 2.000 werknemers, waarbij zonen de banen van hun vaders overnamen. De trouw aan hun werkgever was groot.
Na het overlijden van de stichter werd de fabriek in 1892 omgevormd tot de nv Clouterie et Tréfilerie des Flandres. Tijdens het Interbellum was Jean Delori gedelegeerd bestuurder van deze firma. In Gentbrugge is een straat naar hem genoemd. In 1953 werd de firma opnieuw ontbonden en werd het bedrijf definitief opgenomen in de nv Aciéries Réunies de Burbach-Eich-Dudelange, afgekort Arbed. In 1993 sloot het zijn deuren, het onderdeel Treillarmé - dat staalnetten produceerde - bleef echter nog actief tot 2002. Het terrein ervan lag aan de zuidzijde van de spoorweg, die de terreinen verdeelde in een noord- en zuidzijde.
Na jaren van leegstand werd de gebouwen en grond gesaneerd. Zo kwam er het Arbedpark Noord met tal van rustplaatsen en kleinschalig speeltuig, en een fiets- en wandelpad. Enkele gebouwen gingen tegen de grond maar andere bleven behouden en werden gerestaureerd, zoals het Centrum voor Sociale Economie De Punt, dat startende en milieuvriendelijk bedrijven faciliteiten en onderdak geeft. Op het terrein vindt men ook de gedeeltelijke nieuwbouw de Zwarte Doos dat Archief Gent en Stadsarcheologie Gent huisvest. Ondertussen kwamen er ook nieuwe KMO's en is er plaats voor nieuwe woningen.